# Pylyp Budkiwskyj
Pylyp Wjatscheslawowytsch Budkiwskyj (ukrainisch Пилип В'ячеславович Будківський; auch Pylyp Budkovsky, englische Transkription Pylyp Budkivskyi; * 10. März 1992 in Kiew) ist ein ukrainischer Fußballspieler.

## Sportliche Laufbahn

### Verein
Budkiwskyj hatte seit 2009 einen Profivertrag mit Schachtar Donezk und wurde u. a. 2014 an den Verein Sorja Luhansk ausgeliehen. Zuvor war er zwischen 2011 und 2012 an den Verein Illitschiwez Mariupol und 2013 an den Verein PFK Sewastopol verliehen. Seit 2018 spielt er nach Aufenthalten in Belgien, Russland und Frankreich wieder in seiner Heimat.

### Nationalmannschaft
Pylyp Budkiwskyj bestritt 26 Länderspieleinsätze für die ukrainische U-21-Nationalmannschaft und bisher sechs Länderspieleinsätze für die Fußballnationalmannschaft der Ukraine.
Budkiwskyj war als Stürmer bei der Fußball-Europameisterschaft 2016 im Team der ukrainischen Fußballnationalmannschaft aufgestellt. Er war einer von drei Feldspielern, die im Turnier nicht zum Einsatz kamen.